# Дзено, Карло
Карло Дзено (итал. Carlo Zeno; 1334, Венеция — 8 марта 1418, Венеция) — венецианский военачальник и адмирал. Брат путешественников Николо и Антонио Дзено.

## Биография
Готовился к духовной карьере, но из-за дуэли должен был от неё отказаться и занялся в Константинополе коммерческими спекуляциями. Его попытка освободить пленённого императора Византии Иоанна V Палеолога не увенчалась успехом; тем не менее, ему в 1376 году был пожалован за неё остров Тенедос, который он занял от имени Венеции. Был байло Негропонта (1378–1379).
Когда вспыхнула Война Кьоджи между Венгрией, Падуей и Генуей, с одной стороны, и Венецией — с другой, Дзено получил от дожа поручение защищать республику против венгров. Дзено с успехом крейсировал в Восточном Средиземноморье и спас Венецию, которую осадили и сильно теснили генуэзцы.
В 1403 году в ходе боя близ Модона Дзено разбил французский флот, крейсировавший, под начальством маршала Жана Бусико, у берегов Мореи.
В 1404 году Дзено изгнал из Падуи Франциска Каррарского, во дворце которого был найден документ, свидетельствовавший о том, что Франциск уплатил Дзено 400 дукатов. Совет Десяти воспользовался этим документом, чтобы лишить Дзено всех должностей и осудить его на двухлетнее тюремное заключение в 1406 году.
По выходе из тюрьмы Дзено отправился в Палестину; в 1410 году защищал Лузиньяна Кипрского против генуэзцев, затем вернулся в Венецию и последние годы своей жизни посвятил занятиям литературой.